# Федотов, Андрей Андреевич
Андре́й Андре́евич Федо́тов (16 октября 1914, Нижние Серги, Пермская губерния — 15 декабря 1943, Псковская область) — командир 63-го гвардейского истребительного авиационного полка. Герой Советского Союза (1943), гвардии полковник.

## Биография
Родился 16 октября 1914 года в посёлке Нижние Серги (ныне — город в Свердловской области). Член ВКП(б) с 1941 года. В 1935 году окончил строительный техникум в городе Свердловске. Работал на Нижнесергинском металлургическом заводе.
В Красной Армии с 1935 года. В 1938 году окончил Оренбургское военное авиационное училище. Участник советско-финской войны 1939—1940 годов. Участник Великой Отечественной войны с июня 1941 года. Начинал войну в составе 49-го Краснознамённого истребительного авиационного полка. Позднее воевал в 169-м истребительном, преобразованном в 63-й гвардейский истребительный авиационный полк, пройдя боевой от командира эскадрильи, штурмана до командира авиационного полка. Дрался с гитлеровцами в небе на Западном, Волховском, Северо-Западном, Калининском, Брянском и 1-м Прибалтийском фронтах.
Штурман 169-го истребительного авиационного полка майор Андрей Федотов к марту 1943 года совершил сто шестьдесят успешных боевых вылетов, в воздушных боях сбил пятнадцать самолётов противника.
Указом Президиума Верховного Совета СССР от 1 мая 1943 года за образцовое выполнение боевых заданий командования на фронте борьбы с немецко-вражеским захватчиками и проявленные при этом мужество и героизм майору Федотову Андрею Андреевичу присвоено звание Героя Советского Союза с вручением ордена Ленина и медали «Золотая Звезда».
Командир 63-го гвардейского истребительного авиационного полка гвардии полковник А. А. Федотов погиб 15 декабря 1943 года в воздушном бою в районе города Витебска. Похоронен у села Вышедки Невельского района Псковской области.
Всего на боевом счету лётчика-истребителя числилось более 200 боевых вылетов, 20 вражеских самолётов сбитых лично и 1 в составе группы.
Награждён двумя орденами Ленина, орденами Красного Знамени, Александра Невского, двумя орденами Отечественной войны 1-й степени.
Приказом Министра Обороны СССР гвардии майор А. А. Федотов навечно зачислен в списки личного состава одной из авиационных частей. Именем Героя в Нижних Сергах названа улица. На доме, в котором он жил, и на здании школы, где он учился, установлены мемориальные доски.